# Juan Mari Bras
Juan Mari Brás (Mayagüez, 2 de desembre de 1927 - San Juan, 10 de setembre de 2010) fou un poeta i polític porto-riqueny defensor de la independencia de Puerto Rico i fundador del Partit Socialista Porto-riqueny (PSP).
El 25 d'octubre de 2006 es va convertir en la primera persona a rebre la ciutadania portoriquenya, certificat expedit pel Departament de Estat de Puerto Rico.
Juan Mari Brás va néixer a Mayagüez, Puerto Rico, fill de Santiago Mari Ramos i Mercedes Brás Graña. En 1945, quan tenia 18 anys, va fundar un moviment a favor de la independència a la seva escola secundària, a Mayagüez. També fou el fundador i director del primer programa de ràdio a favor de la independència política Grito de la Patria.

El 1944, es va matricular a la Universitat de Puerto Rico d'on va ser expulsat per la seva participació en actes considerats subversius, com passejar-se amb la bandera de Puerto Rico durant una manifestació. Es va veure obligat a acabar els seus estudis als Estats Units, on es va graduar en dret a la American University. El 1946 fou membre fundador del Partit Independentista Porto-riqueny juntament amb Gilberto Concepción de Gracia.
El 1976 el seu fill Santiago Mari Pesquera fou assassinat mentre feia campanya pel seu pare. Les investigacions policials mai van portar a aclarir el crim, que fou considerat com un acte de represàlia política contra Mari Bras. Malgrat això va continuar la seva causa i protesta contra la dependència nord-americana.
El 1994, Juan Mari Brás va decidir renunciar a la ciutadania nord-americana per posar a prova les lleis. Es trobava llavors a Veneçuela i va ser deportat a Puerto Rico i jutjat, però, anys després, el 26 d'octubre de 2006, el Departament d'Estat de Puerto Rico li va lliurar un document pel qual se li donava la nacionalitat porto-riquenya. Juan Mari Bras va ser el primer ciutadà a rebre la nacionalitat porto-riquenya, un acte sense precedents que encara avui és motiu de debat.